# لي فانغ
لي فانغ (بالصينية: 李放) (27 يناير 1993 بغوانغيوان في الصين - ) هو لاعب كرة قدم صيني في مركز الهجوم. شارك مع منتخب الصين تحت 17 سنة لكرة القدم ومنتخب الصين تحت 20 سنة لكرة القدم ومنتخب الصين تحت 23 سنة لكرة القدم. أما مع النوادي، فقد لعب مع نادي شوانغ وChengdu Tiancheng F.C. ‏ ونادي تشونغتشينغ ليانغجيانغ ونادي كوفيليا.

## وصلات خارجية
- لي فانغ على موقع قاعدة بيانات كرة القدم.إي يو (الإنجليزية)
- لي فانغ على موقع Soccerway.com (الإنجليزية)